# Crecimiento (solidificación)
El crecimiento es la segunda etapa del proceso de solidificación y se produce luego de la nucleación. Mientras que en la primera etapa se origina un cierto número de núcleos de fase sólida en el líquido, en la segunda algunos de esos núcleos crecen. Este proceso se ve determinado por el cambio de energía libre de Gibbs del sistema, que a su vez depende de la entropía de fusión del material, de la temperatura de la transformación y de cierto factor de probabilidad.
Pueden producirse dos tipos de crecimiento, uno de ellos es llamado faceted o según caras planas y el otro es llamado non faceted o según caras irregulares.
- Datos: Q20014279